# Breiðablik Kópavogur (féminines)
Maillots
Actualités
Le Breiðablik Kópavogur est un club islandais omnisports basé à Kópavogur, comprenant une équipe de football féminin. C'est l'équipe féminine la plus titrée d'Islande.

## Histoire
L'équipe de football féminin du Breiðablik Kópavogur a participé à toutes les éditions du championnat d'Islande, à l'exception de la saison 1988, où elle dispute et remporte le championnat de deuxième division. Avec 18 titres de championnes elle est l'équipe la plus titrée d'Islande.
Breiðablik est la première équipe islandaise à se qualifier pour la coupe féminine de l'UEFA, mais pour des raisons financières elle ne participera pas à la compétition, laissant sa place au KR Reykjavik. Le club participe à l'édition suivante de la coupe d'Europe et remporte la première victoire islandaise dans cette compétition lors de la phase de qualification.
Durant l'édition 2006-2007, Breiðablik termine à la première place de son groupe sans encaisser un seul but, au deuxième tour l'équipe se qualifie pour les quarts de finale en terminant à la deuxième place derrière les allemandes du 1.FFC Francfort. Lors des quarts de finale elle sera battue par les futures championnes d'Europe d'Arsenal (5-0, 4-1).

## Palmarès
- Championnat d'Islande de football féminin : (19)
  - Champion : 1977, 1979, 1980, 1981, 1982, 1983, 1990, 1991, 1992, 1994, 1995, 1996, 2000, 2001, 2005, 2015, 2018, 2020, 2024
- Coupe d'Islande de football féminin : (13)
  - Vainqueur : 1981, 1982, 1983, 1994, 1996, 1997, 1998, 2000, 2005, 2006, 2016, 2018, 2021
- Coupe de la Ligue islandaise de football féminin : (8)
  - Vainqueur : 1996, 1997, 1998, 2001, 2006, 2012, 2019, 2022

## Parcours en coupe d'Europe
| Saison    | Tour                       | Adversaire             | Aller  | Retour | Score total |
| --------- | -------------------------- | ---------------------- | ------ | ------ | ----------- |
| 2002-2003 | Phase de groupes           | FC Bobruitchanka       | 3 - 2  | 3 - 2  | 3 - 2       |
| 2002-2003 | Phase de groupes           | Fortuna Hjørring       | 9 - 0  | 9 - 0  | 9 - 0       |
| 2002-2003 | Phase de groupes           | Codru Chişinău         | 2 - 0  | 2 - 0  | 2 - 0       |
| 2006-2007 | 1re phase de groupes       | SU 1er Décembre        | 0 - 4  | 0 - 4  | 0 - 4       |
| 2006-2007 | 1re phase de groupes       | SV Neulengbach         | 0 - 3  | 0 - 3  | 0 - 3       |
| 2006-2007 | 1re phase de groupes       | CS Newtownabbey        | 7 - 0  | 7 - 0  | 7 - 0       |
| 2006-2007 | 2e phase de groupes        | Helsinki JK            | 1 - 2  | 1 - 2  | 1 - 2       |
| 2006-2007 | 2e phase de groupes        | 1. FFC Francfort       | 5 - 0  | 5 - 0  | 5 - 0       |
| 2006-2007 | 2e phase de groupes        | FK Universitet Vitebsk | 1 - 0  | 1 - 0  | 1 - 0       |
| 2006-2007 | 1/4 finale                 | Arsenal                | 0 - 5  | 4 - 1  | 1 - 9       |
| 2010-2011 | Phase de qualifications    | FC Levadia Tallinn     | 8 - 1  | 8 - 1  | 8 - 1       |
| 2010-2011 | Phase de qualifications    | FCM Târgu Mureş        | 0 - 7  | 0 - 7  | 0 - 7       |
| 2010-2011 | Phase de qualifications    | FCF Juvisy             | 3 - 3  | 3 - 3  | 3 - 3       |
| 2010-2011 | 1/16 finale                | FCF Juvisy             | 0 - 3  | 6 - 0  | 0 - 9       |
| 2016-2017 | Phase de qualifications    | ŽFK Spartak Subotica   | 1 - 1  | 1 - 1  | 1 - 1       |
| 2016-2017 | Phase de qualifications    | FC NSA Sofia           | 5 - 0  | 5 - 0  | 5 - 0       |
| 2016-2017 | Phase de qualifications    | Cardiff Met ALFC       | 0 - 8  | 0 - 8  | 0 - 8       |
| 2016-2017 | 1/16 finale                | FC Rosengård           | 0 - 1  | 0 - 0  | 0 - 1       |
| 2019-2020 | Phase de qualifications    | ASA Tel-Aviv           | 1 - 4  | 1 - 4  | 1 - 4       |
| 2019-2020 | Phase de qualifications    | ŽFK Dragon 2014        | 11 - 0 | 11 - 0 | 11 - 0      |
| 2019-2020 | Phase de qualifications    | ŽNK SFK 2000 Sarajevo  | 3 - 1  | 3 - 1  | 3 - 1       |
| 2019-2020 | 1/16 finale                | AC Sparta Prague       | 3 - 2  | 0 - 1  | 4 - 2       |
| 2019-2020 | 1/8 finale                 | Paris Saint-Germain    | 0 - 4  | 1 - 3  | 1 - 7       |
| 2021-2022 | 1er tour de qualifications | KÍ Klaksvík            | 7 - 0  | 7 - 0  | 7 - 0       |
| 2021-2022 | 1er tour de qualifications | Gintra Universitetas   | 8 - 1  | 8 - 1  | 8 - 1       |
| 2021-2022 | 2e tour de qualifications  | ŽNK Osijek             | 1 - 1  | 3 - 0  | 4 - 1       |
| 2021-2022 | Phase de groupes           | Paris Saint-Germain    | 0 - 2  | 6 - 0  | 4e (1 pt)   |
| 2021-2022 | Phase de groupes           | Real Madrid            | 5 - 0  | 0 - 3  | 4e (1 pt)   |
| 2021-2022 | Phase de groupes           | Zhytlobud-1 Kharkiv    | 0 - 0  | 0 - 2  | 4e (1 pt)   |